# 8111-es mellékút (Magyarország)
A 8111-es számú mellékút egy kétsávos Fejér vármegyei mellékút, amely a 7-es főutat köti össze a 811-es főúttal. Fontos szerepe van Fejér vármegye közlekedésében azáltal, hogy közlekedési kapcsolatot biztosít a megye északi és északkeleti részében két járási székhely, Martonvásár és Bicske térsége (Baracska és Alcsútdoboz) között. Kiindulási pontjától végig, szinte nyílegyenesen északnyugati irányt követ, párhuzamosan a Váli-víz nevű patak folyásával, a Mezőföld és a Vértes határán.

## Nyomvonala
A 7-es főútból ágazik ki, annak 35+750-es kilométerszelvénye közelében, a Martonvásári járásba tartozó Baracska lakott területén, a település központjától kissé északabbra. Észak-északnyugati irányban indul, Vasút utca néven; mintegy 400 méter után kilép a lakott területek közül, 800 méter után elhalad a Budapest–Murakeresztúr-vasútvonal hídja alatt – Baracska megállóhely közvetlen közelében –, utána még egy kisebb, különálló településrésze következik.
Nagyjából 1,9 kilométer megtétele után átlép Kajászó területére, majd utána rögtön elhalad az M7-es autópálya alatt, amely itt kevéssel a 34. kilométere előtt jár. A 2. kilométerénél torkollik bele a 70 517-es számú mellékút, ez az itteni autópálya-csomópont és a Vál-völgyi autópálya-pihenő Budapest–Letenye irányú forgalma számára biztosít le- és felhajtási lehetőséget. (Az ellenkező forgalmi irány és annak pihenője csak önkormányzati fenntartású utakon kapcsolódik a 8111-es úthoz, még a felüljáró előtt, a baracskai oldalon).
3,2 kilométer után éri el az út Kajászó házait, és 5,5 kilométer után lép ki azok közül, közben a települési neve végig Rákóczi utca; a község központja kissé délnyugatra esik az úttól. 6,6 kilométer után Vál határát szeli át az út, 8,9 kilométer után belterületre ér. ahol előbb a Rákóczi Ferenc utca, majd a központban a Vajda János utca, északon pedig a Damjanich utca nevet viseli; közben elhalad a község egyik legismertebb látnivalója, az Ürményi-kastély mellett is. 11,6 kilométer után lép ki Vál belterületéről és 13,4 kilométer után átlép a Bicskei járás területére.
Tabajd területén folytatódik, melynek lakott területeit 14,7 kilométer megtételét követően éri el, települési neve itt előbb Petőfi Sándor utca, majd a központot elhagyva Kossuth Lajos utca. 17,4 kilométer után érkezik Alcsútdoboz déli településrészére, a régebben külön településnek számító Vértesdobozra, amellyel szinte teljesen összeépült, legalábbis az út keleti oldalán (a falu egyébként a nevét azóta viseli, hogy ez a része egyesült Alcsúttal). Itt végighalad a községrészen, Szabadság utca néven, végül Alcsútdoboz központjában beletorkollik az addig északkeleti irányban húzódó, de ott egy éles iránytöréssel északnyugat felé kanyarodó, 2x1 sávos 811-es főútba, annak 34+800-as kilométerszelvényénél, a mellékút egyenes irányú folytatása a főút, amely az óbaroki (1-es főúti) csatlakozásáig ezt az irányt követi. Pár lépéssel a 8111-es csatlakozásától északra torkollik a 811-esbe északkelet felől a 8106-os út, Biatorbágy-Etyek irányából.
A két végpontot és az autópálya-csomópontot leszámítva az útnak sehol sincs számottevő kereszteződése vagy elágazása, csak néhány külterületi településrész, puszta felé lehet letérni róla. Kajászón ilyen leágazása van délnyugati irányban Jenőmajor felé, Válon északkeleti irányban a Gyúró határához közeli Mária Anna-puszta, délnyugatra Katalinpuszta, a Váli-erdő vagy Haraszti-erdő, Antalpuszta és az ott álló Vajda János-emlékház felé, Tabajdon pedig északkeletre Farkasfapuszta felé. Ugyanakkor a három köztes településnek a mellékút az egyetlen közúti megközelítési útvonala.
Teljes hossza, az országos közutak térképes nyilvántartását szolgáló kira.gov.hu adatbázisa szerint 19,175 kilométer.

## Települések az út mentén
- Baracska
- Kajászó
- Vál
- Tabajd
- Vértesdoboz
- Alcsútdoboz